# Pseudohalonectria lutea
Pseudohalonectria lutea är en svampart som beskrevs av Shearer 1989. Pseudohalonectria lutea ingår i släktet Pseudohalonectria och familjen Magnaporthaceae.   Inga underarter finns listade i Catalogue of Life.